# ハチドリ
ハチドリ は鳥綱アマツバメ目（ヨタカ目とする説もあり）ハチドリ科（ハチドリか、Trochilidae）に分類される構成種の総称。

## 分布
北米・カナダ、アメリカ合衆国南西部からアルゼンチン北部にかけて（カリブ諸島を含む）

## 形態
鳥類の中で最も体が小さいグループであり、体重は2 - 20グラム程度である。
キューバに生息するマメハチドリ Calypte helenae は世界最小の鳥であり、全長6センチメートル、体重2グラム弱しかない。

## 生態

### 飛翔
毎秒約55回、最高で約80回高速ではばたき、空中で静止するホバリング飛翔を行う。
「ブンブン」 とハチと同様の羽音を立てるため、ハチドリ（蜂鳥）と名付けられた。英語ではハミングバード Hummingbird で、こちらも同様にハチの羽音（英語における擬音語が hum）から来ている。フランス語では oiseaux-mouche で直訳すると 「蝿鳥（ハエドリ）」 となる。
足は退化しており、枝にとまることはできるがほとんど歩くことはできない。

### 食性
花の蜜を主食としており、ホバリングで空中で静止しながら、花の中にクチバシをさしこみ、蜜を吸うという独特の食事の取り方をする（他に昆虫も食べる）。花の蜜を吸うためにクチバシは細長い形状をしている。そのため、昆虫であるスズメガが生息する地域では、成虫の動作が酷似するため、しばしば両者を見間違うことがある。
ある種のハチドリは特定の植物と密接な関係をもっている。例えば、ヤリハシハチドリ Ensifera ensifera のクチバシは非常に長く、最長では全長10cmを超える。このような長いクチバシでないと、非常に長い花冠をもつトケイソウの一種 Passiflora mixta の蜜を吸うことができない。このように1対1のペアを形成することにより、ヤリハシハチドリは他のハチドリや昆虫との食料をめぐる競争を回避することができる。一方 Passiflora mixta にとっては自分専用の花粉媒介者がいることで効率的に受粉することが可能である。このような双方にとっての利益があるため、特殊なペアが形成されたと考えられる。これは共進化の典型的な例である。
同様な例として、90度近く湾曲したクチバシをもつカマハシハチドリ Eutoxeres aquila と、バショウ科ヘリコニア属の花とのペアが挙げられる。

### 視覚
進化によって、ハチドリは、非常に密接した網膜神経節細胞を獲得し、側面と正面の空間認識能力を向上させた。これにより、高速飛行とホバリング時の視覚処理といった「ナビゲーションに必要なもの」を獲得した。 形態学研究では、動的視覚処理の精密さを担保する脳の"視蓋全域" (lentiformis mesencephali) に、鳥類最大の神経細胞の肥大を発見している。 ハチドリは、頭や目を対象に向ける際に、ハチドリ自身の位置や方向が変化することで起きる視野内の視覚的刺激から、方向と方角を非常に敏感に感じとれる。 ハチドリは、視野内の微細な動きさえも読み取る敏感さによって、複雑で動きのある自然の周辺物の中でもホバリングするという特技を得た。

### 代謝
昆虫を除けば、ホバリングや高速飛行中の翼の高速な羽ばたきを維持するために、ハチドリは全動物中で最も活発な代謝をおこなっている。 これらのデータは、ハチドリが飛翔筋内部で効率よく糖を酸化させることで、大きな代謝の要求を満たすことを示している。ハチドリは新たに摂取した糖を飛行の燃料として直ちに利用できるため、夜間空腹時や渡り時の維持のための脂肪以外のエネルギーを体に蓄える必要がない。
ハチドリの代謝の研究は、メキシコ湾の800キロを中継せずに渡るノドアカハチドリの秘密とも関係している。 ノドアカハチドリは、他の鳥と同じように、渡りの準備として脂肪を蓄え、その体重が100パーセントも増加する。この脂肪分によって海の上での継続飛行を可能としている。

### 飛行安定性
風洞実験で人工的に乱気流を発生させた状態でも、ハチドリは給餌器の周りで頭の位置と方向を維持してホバリングできる。横からの突風が吹いても、扇状に広げた尾翼の面積と方向を様々に変化させ、主翼のストローク角の振幅を増やすことで補うことができる。 ホバリングの最中、ハチドリの視覚システムは、捕食者やライバルによって生まれた視野の変化と、狙っている虫や花に向かって木々をすり抜ける自身の動きによって生まれる視野の変化を別々に認識できる。 自然界の複雑な背景のなかで、ハチドリは視覚情報と位置情報を高速に処理することで、正確なホバリングができる。

### 鳴き声
様々な鳴き方 (chirps, squeaks, whistles)や羽音などのハチドリの発声は、前脳 (forebrain) にある7つの特殊な脳核 (nuclei) によって生み出される。 遺伝子発現の研究から、これらの脳核 (nuclei) が、オウム、スズメ亜目の2グループの鳥類と、ヒト、クジラ、イルカ、コウモリといった哺乳類しか持たない「模倣を通して発声を獲得する能力」を持つこと、つまり発声学習できることが示された。過去6500万年以内に、鳥類23目のうちハチドリとスズメ亜目とオウム目だけが、発声と学習のための同様の前脳の構造を進化させてきた。これらの鳥類が、おそらく共通の祖先から派生し、後成的な制約（エピジェネティックな制約）のもとでその構造を進化したことを示している。アオノドハチドリの鳴き声は、多くのスズメ類とは異なり、1.8 kHzから約30 kHzの広い範囲に及ぶ。 また、コミュニケーションには使われないものの、超音波を発する。 アオノドハチドリは、飛んでいる虫を捕獲する際に超音波を発することによって虫の飛行を混乱させ、捕獲しやすくする。

### 腎機能
腎機能も、状況によって激しく変化するハチドリの代謝を満たしている。 日中、蜜を摂取するハチドリは、体重の5倍にも及ぶ水分を摂取するため、ハチドリの腎臓は、水分過多を避けるため、腎糸球体の処理速度を消費に合わせて適切に調節し、水を処理する。 対して、夜間の昏睡時などの水分が欠乏するときには、処理をやめて体内水分維持をおこなう。
ハチドリの腎臓は、ナトリウムや塩素が偏った蜜を摂取したとしても、電解質の濃度を調節できるユニークな機能を持つ。ハチドリの腎臓や腎糸球体の構造が、様々なミネラルをもつ花の蜜に特化していることがわかる。 アンナハチドリの腎臓に関する形態学的研究では、ネフロンに近接する高密度の毛細血管によって、水と電解質を正確に制御していることが判明している。

### ハチドリの熟睡 (Torpor)
夜や食事を取らない時には、冬眠のように深い睡眠（昏睡：Torporという）をすることで、備蓄しているエネルギーが危機的に欠乏する前に代謝を低下させてそれを防ぐ。夜間の睡眠時（Torpor時）には、体温が40度から18度まで低下する。。

### 寿命
ハチドリは、急速な代謝をするが、寿命は長い。孵化から巣立ちまでの無防備な期間を含む最初の一年で死ぬものも多いが、この期間を生き残れば10年以上生きることもある。 よく知られている北米種は平均寿命が3 - 5年と予想される。 対して哺乳類の最小の種であるチビトガリネズミは2年以上生きるものは稀である。 野生の寿命の最長記録は、フトオハチドリのメスで、1歳以降に識別足環がつけられ、その11年後に同じ足環の個体が捕獲されていることから、少なくとも12歳以上であることが確認された。 その他の、推定を含む寿命の記録は、フトオハチドリ同等サイズのノドクロハチドリのメスの10歳1ヶ月、アカハシエメラルドハチドリの11歳2か月などがある。

## 進化史
蜜を好んで食したアマツバメの仲間の一部が、花から蜜を吸う生活様式に適応して、自然選択により現在のような姿に進化したと考えられる。効率よく蜜を吸うためにはハナバチ属のように花にとまって吸蜜するのが良いのだが、鳥類の体の構造上、昆虫よりもどうしても体の密度が大きくなるため、花にとまることができない。そこでスズメガのようにホバリングしながら吸蜜できるように、胸筋や心肺機能を独自に進化させて現在に至った、と推定される。
全ての鳥類は味蕾の味細胞にある甘味受容体分子 Tas1R2 を遺伝子レベルで欠損しているが、ハチドリは花の蜜に含まれる甘味物質（ショ糖）を甘味受容体 Tas1R2/Tas1R3 以外の分子を使って受容できる。最近の研究で、ハチドリは失った甘味受容体の代わりに、構造の似たうま味受容体を甘味物質に応答するように機能を変化（進化）させることで、進化の過程で一度は退化させた甘味感覚を取り戻したことが証明された (Baldwin,M.W.et al.Science:（2014）345: 929-933)。甘味感覚の獲得によってハチドリは、鳥類の生存競争の中で競争の少ない独自のポジションを確保することが可能となった。

## 分類
2020年の時点で、IOC World Bird List (v10.1) では本科をアマツバメ目に分類する説を採用している。一方で2019年の時点で Clements Checklist (v2019) では本科をヨタカ目に分類する説を採用している
ハチドリ科は、アマツバメ亜目（アマツバメ科+カンムリアマツバメ科）と姉妹群である。
伝統的に、それら（および近年はズクヨタカ科）と合わせてアマツバメ目とされてきた。アマツバメ亜目に対し、ハチドリ科は単型のハチドリ亜目 Trochili Peters, 1940 に属す。
かつてはアマツバメ目をアマツバメ亜目に限定し、ハチドリ科をハチドリ目 Trochiliformes Wagler, 1830 に分離する説もあった。
ハチドリ科内部には、9つの大きな系統が確認されている。

|  | アマツバメ科         |
|  |                      |
|  | カンムリアマツバメ科 |
|  |                      |

|  | Brilliants |
|  |            |
|  | Coquettes  |
|  |            |

|  | オオハチドリ Patagona                                  |
|  |                                                        |
|  | \| \| Mountain Gems \| \| \| \| \| \| Bees \| \| \| \| |
|  |                                                        |
|  | Emeralds                                               |
|  |                                                        |
|  | Mountain Gems                                          |
|  |                                                        |
|  | Bees                                                   |
|  |                                                        |

|  | Mountain Gems |
|  |               |
|  | Bees          |
|  |               |

|  | Brilliants |
|  |            |
|  | Coquettes  |
|  |            |

|  | オオハチドリ Patagona                                  |
|  |                                                        |
|  | \| \| Mountain Gems \| \| \| \| \| \| Bees \| \| \| \| |
|  |                                                        |
|  | Emeralds                                               |
|  |                                                        |
|  | Mountain Gems                                          |
|  |                                                        |
|  | Bees                                                   |
|  |                                                        |

|  | Mountain Gems |
|  |               |
|  | Bees          |
|  |               |

|  | Brilliants |
|  |            |
|  | Coquettes  |
|  |            |

|  | オオハチドリ Patagona                                  |
|  |                                                        |
|  | \| \| Mountain Gems \| \| \| \| \| \| Bees \| \| \| \| |
|  |                                                        |
|  | Emeralds                                               |
|  |                                                        |
|  | Mountain Gems                                          |
|  |                                                        |
|  | Bees                                                   |
|  |                                                        |

|  | Mountain Gems |
|  |               |
|  | Bees          |
|  |               |

|  | Brilliants |
|  |            |
|  | Coquettes  |
|  |            |

|  | オオハチドリ Patagona                                  |
|  |                                                        |
|  | \| \| Mountain Gems \| \| \| \| \| \| Bees \| \| \| \| |
|  |                                                        |
|  | Emeralds                                               |
|  |                                                        |
|  | Mountain Gems                                          |
|  |                                                        |
|  | Bees                                                   |
|  |                                                        |

|  | Mountain Gems |
|  |               |
|  | Bees          |
|  |               |

|  | Brilliants |
|  |            |
|  | Coquettes  |
|  |            |

|  | オオハチドリ Patagona                                  |
|  |                                                        |
|  | \| \| Mountain Gems \| \| \| \| \| \| Bees \| \| \| \| |
|  |                                                        |
|  | Emeralds                                               |
|  |                                                        |
|  | Mountain Gems                                          |
|  |                                                        |
|  | Bees                                                   |
|  |                                                        |

|  | Mountain Gems |
|  |               |
|  | Bees          |
|  |               |

|  | Brilliants |
|  |            |
|  | Coquettes  |
|  |            |

|  | オオハチドリ Patagona                                  |
|  |                                                        |
|  | \| \| Mountain Gems \| \| \| \| \| \| Bees \| \| \| \| |
|  |                                                        |
|  | Emeralds                                               |
|  |                                                        |
|  | Mountain Gems                                          |
|  |                                                        |
|  | Bees                                                   |
|  |                                                        |

|  | Mountain Gems |
|  |               |
|  | Bees          |
|  |               |

|  | Brilliants |
|  |            |
|  | Coquettes  |
|  |            |

|  | オオハチドリ Patagona                                  |
|  |                                                        |
|  | \| \| Mountain Gems \| \| \| \| \| \| Bees \| \| \| \| |
|  |                                                        |
|  | Emeralds                                               |
|  |                                                        |
|  | Mountain Gems                                          |
|  |                                                        |
|  | Bees                                                   |
|  |                                                        |

|  | Mountain Gems |
|  |               |
|  | Bees          |
|  |               |

|  | Brilliants |
|  |            |
|  | Coquettes  |
|  |            |

|  | オオハチドリ Patagona                                  |
|  |                                                        |
|  | \| \| Mountain Gems \| \| \| \| \| \| Bees \| \| \| \| |
|  |                                                        |
|  | Emeralds                                               |
|  |                                                        |
|  | Mountain Gems                                          |
|  |                                                        |
|  | Bees                                                   |
|  |                                                        |

|  | Mountain Gems |
|  |               |
|  | Bees          |
|  |               |

|  | アマツバメ科         |
|  |                      |
|  | カンムリアマツバメ科 |
|  |                      |

|  | Brilliants |
|  |            |
|  | Coquettes  |
|  |            |

|  | オオハチドリ Patagona                                  |
|  |                                                        |
|  | \| \| Mountain Gems \| \| \| \| \| \| Bees \| \| \| \| |
|  |                                                        |
|  | Emeralds                                               |
|  |                                                        |
|  | Mountain Gems                                          |
|  |                                                        |
|  | Bees                                                   |
|  |                                                        |

|  | Mountain Gems |
|  |               |
|  | Bees          |
|  |               |

|  | Brilliants |
|  |            |
|  | Coquettes  |
|  |            |

|  | オオハチドリ Patagona                                  |
|  |                                                        |
|  | \| \| Mountain Gems \| \| \| \| \| \| Bees \| \| \| \| |
|  |                                                        |
|  | Emeralds                                               |
|  |                                                        |
|  | Mountain Gems                                          |
|  |                                                        |
|  | Bees                                                   |
|  |                                                        |

|  | Mountain Gems |
|  |               |
|  | Bees          |
|  |               |

|  | Brilliants |
|  |            |
|  | Coquettes  |
|  |            |

|  | オオハチドリ Patagona                                  |
|  |                                                        |
|  | \| \| Mountain Gems \| \| \| \| \| \| Bees \| \| \| \| |
|  |                                                        |
|  | Emeralds                                               |
|  |                                                        |
|  | Mountain Gems                                          |
|  |                                                        |
|  | Bees                                                   |
|  |                                                        |

|  | Mountain Gems |
|  |               |
|  | Bees          |
|  |               |

|  | Brilliants |
|  |            |
|  | Coquettes  |
|  |            |

|  | オオハチドリ Patagona                                  |
|  |                                                        |
|  | \| \| Mountain Gems \| \| \| \| \| \| Bees \| \| \| \| |
|  |                                                        |
|  | Emeralds                                               |
|  |                                                        |
|  | Mountain Gems                                          |
|  |                                                        |
|  | Bees                                                   |
|  |                                                        |

|  | Mountain Gems |
|  |               |
|  | Bees          |
|  |               |

|  | Brilliants |
|  |            |
|  | Coquettes  |
|  |            |

|  | オオハチドリ Patagona                                  |
|  |                                                        |
|  | \| \| Mountain Gems \| \| \| \| \| \| Bees \| \| \| \| |
|  |                                                        |
|  | Emeralds                                               |
|  |                                                        |
|  | Mountain Gems                                          |
|  |                                                        |
|  | Bees                                                   |
|  |                                                        |

|  | Mountain Gems |
|  |               |
|  | Bees          |
|  |               |

|  | Brilliants |
|  |            |
|  | Coquettes  |
|  |            |

|  | オオハチドリ Patagona                                  |
|  |                                                        |
|  | \| \| Mountain Gems \| \| \| \| \| \| Bees \| \| \| \| |
|  |                                                        |
|  | Emeralds                                               |
|  |                                                        |
|  | Mountain Gems                                          |
|  |                                                        |
|  | Bees                                                   |
|  |                                                        |

|  | Mountain Gems |
|  |               |
|  | Bees          |
|  |               |

|  | Brilliants |
|  |            |
|  | Coquettes  |
|  |            |

|  | オオハチドリ Patagona                                  |
|  |                                                        |
|  | \| \| Mountain Gems \| \| \| \| \| \| Bees \| \| \| \| |
|  |                                                        |
|  | Emeralds                                               |
|  |                                                        |
|  | Mountain Gems                                          |
|  |                                                        |
|  | Bees                                                   |
|  |                                                        |

|  | Mountain Gems |
|  |               |
|  | Bees          |
|  |               |

|  | Brilliants |
|  |            |
|  | Coquettes  |
|  |            |

|  | オオハチドリ Patagona                                  |
|  |                                                        |
|  | \| \| Mountain Gems \| \| \| \| \| \| Bees \| \| \| \| |
|  |                                                        |
|  | Emeralds                                               |
|  |                                                        |
|  | Mountain Gems                                          |
|  |                                                        |
|  | Bees                                                   |
|  |                                                        |

|  | Mountain Gems |
|  |               |
|  | Bees          |
|  |               |

伝統的には Hermits が残りのハチドリ科 nonhermits と姉妹群だと考えられ、それぞれカギハシハチドリ亜科・ハチドリ亜科に分類された。DNA交雑法によりハチドリ亜科には6つ（ハチドリ科全体で7つ）の系統が確認されていた。
分子シーケンスの時代になって、かつてはサンプリングされていなかった属の中から、さらに2つの系統が見つかった。そのうちオオハチドリ Patagona は、1属1種でハチドリ亜科内部の1系統をなしたが、トパーズハチドリ属 Topaza とシロエリハチドリ属 Florisuga からなる Topazes は、基底的な系統であり残りのハチドリ科全体と姉妹群である。これにより伝統的なハチドリ亜科は単系統でないので、Topazes をトパーズハチドリ亜科 Topazinae に分離することもある。ただしハチドリ科基底の系統は不確実で、ハチドリ亜科+トパーズハチドリ亜科が単系統である可能性は完全には否定されていない。

## その他
ジャマイカでは、ハチドリの群れが名物の1つとなっている。

## 画像

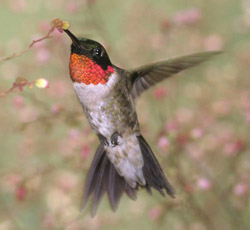
ノドアカハチドリ
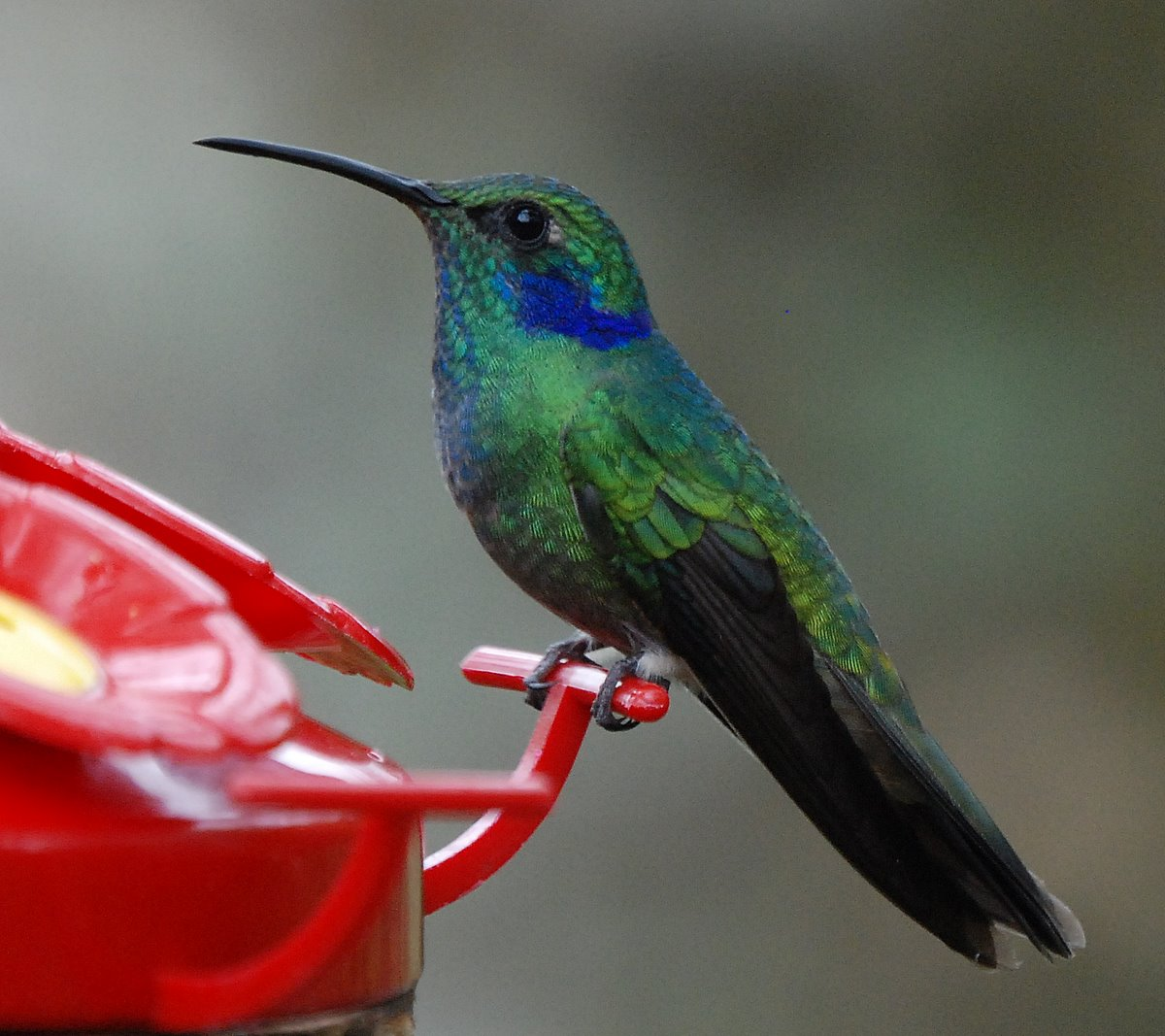
ミドリハチドリ
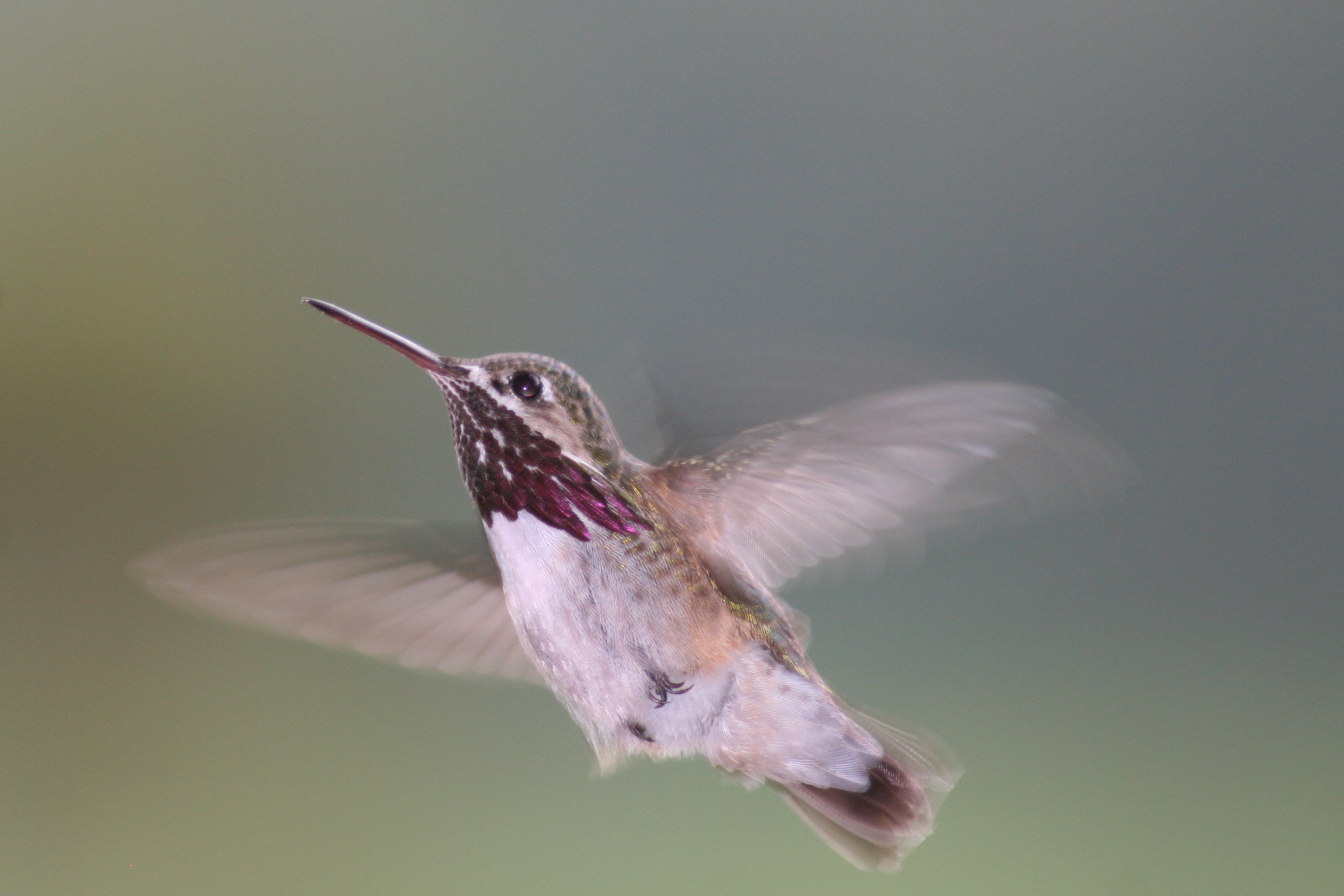
ヒメハチドリ
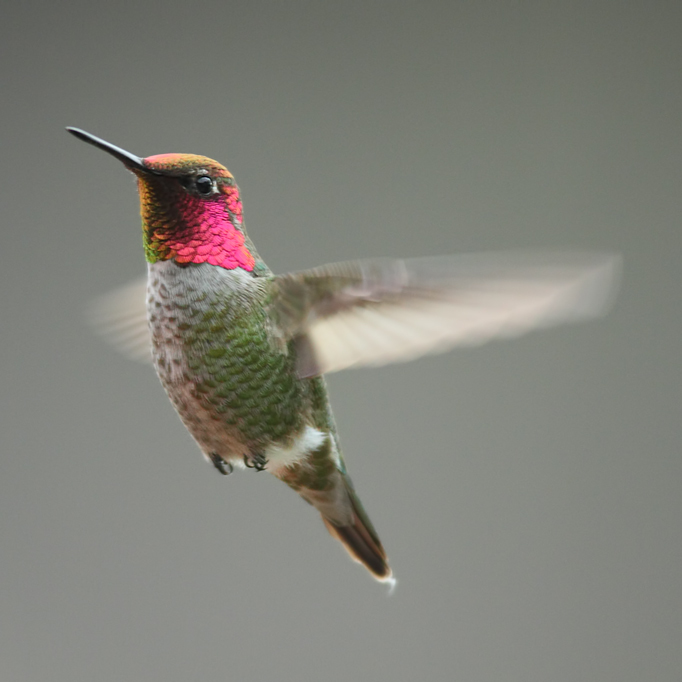
アンナハチドリ